# هوبرت اینگراهام
هوبرت آلکساندر اینگراهام (انگلیسی: Hubert Alexander Ingraham؛ زادهٔ ۴ اوت ۱۹۴۷) سیاست‌مدار اهل باهاما که از اوت ۱۹۹۲ تا مه ۲۰۰۲ و دوباره از مه مه ۲۰۰۷ تا مه ۲۰۱۲ سمت نخست‌وزیری باهاما را برعهده داشت.